# Občina Postojna
Občina Postojna je ena od občin v Republiki Sloveniji. Nastala je leta 1994, leta 2024 je imela 17.672 prebivalcev, po površini pa je 13. v državi. Leži na zahodu države in je zaradi tako imenovanih »postojnskih vrat« vstopna točka med srednjo in južno Evropo. Njeno središče je istoimensko mesto – Postojna.

## Naselja
Občina Postojna ima 40 naselij: Belsko, Brezje pod Nanosom, Bukovje, Postojna, Dilce, Gorenje, Goriče, Grobišče, Hrašče, Hrenovice, Hruševje, Koče, Landol, Lipje, Lohača, Mala Brda, Mali Otok, Malo Ubeljsko, Matenja vas, Orehek, Planina, Postojna, Predjama, Prestranek, Rakitnik, Rakulik, Razdrto, Sajevče, Slavina, Slavinje, Stara vas, Strane, Strmca, Studenec, Studeno, Šmihel pod Nanosom, Veliki Otok, Veliko Ubeljsko, Zagon in Žeje.

## Zgodovina občine
Po ustanovitvi Ilirskih provinc leta 1809, je Postojna ohranila status okrožja, ki ga je imela že za časa, ko je spadala pod Avstrijo. Ilirske province so bile tako razdeljene na sedem provinc, od katerih je Kranjska obsegala nekoliko manjše ozemlje kakor v prejšnjih časih. Francoska oblast je namreč skušale uveljaviti meje, ki so bolj upoštevale naravne geografske danosti. Zato je v prvi vrsti ukinila vse enklave v nekdanjih deželah. Ker je bila s tem odpravljena tudi nekdanja goriška enklava okoli Razdrtega, je bila od takrat politično-upravno združena vsa Pivška kotlina. V postojnskem okrožju je tedaj živelo 72.326 prebivalcev. Po padcu Ilirskih provinc leta 1811 in ustanovitvi krajevnih občin leta 1854 pod vnovično upravo Avstrije, je Postojna kako pak leta 1854, spadala v okraj Postojna v katerega je bilo vključenih še 22 naselji, predvsem tista v okolici Pivke, ne pa tudi kraji, proti Razdrtemu, ki danes spadajo v samo Občino Postojna. Slika se je spremenila že leta 1866, ko se je na Kranjskem (kamor je spadala Postojna) zmanjšalo število občin iz 501 na 348, zaradi boljše organizacije in večje administrativne moči. Tako sta okraja Senožeče in Vipava postala sodna okraja, ki sta od 1869 spadala v upravni okraj Postojna. Za obdobje med 1868 do 1888 je navedena tudi povprečna številka prebivalstva, v Postojnskem okraju je tako živelo 11.397 ljudi.
Iz knjige Postojinsko okrajno glavarstvo iz leta 1889, je lahko razvidno kako je izgledala v tem času Postojna, ki je spadala v postojnski sodni okraj. V Postojni, ki je bila takrat trg, je v samem središču stala cerkev sv. Štefana zgrajena v italijanskem slogu, poleg nje je bilo včasih tudi pokopališče. Kjer danes stoji Osnovna šola Miroslava Vilharja, se je leta 1889 nahajala stavba okrajnega sodišča, uprave in davkarije. Knjiga opisuje tudi pot do Postojnske jame, ki ima pred vhodom park zgrajen leta 1866. Kar se tiče nadmorske višine, naj bi takrat znašala pred cerkvijo 555 metrov, na železniški postaji pa naj bi bila nadmorska višina 583 metrov. Občina, je štela 3513 prebivalcev. Šoloobveznih je bilo 208 dečkov in 188 deklic, od tega pa jo je obiskovalo 198 dečkov in 176 deklic. To je bila za tisti čas zelo dobra številka in dokaz, da se trg giblje v pravi smeri proti modernizaciji in šolskemu napredku. Okrajno glavarstvo je takrat obsegalo 38 občin z 41.503 prebivalci. Postojna je bila ta čas tudi središče več uradov: Davčni urad, okrajno gozdno nadzorstvo, policija, finančna straža, poštni urad in dve odvetniški pisarni. Kraj je bil zelo dobro priskrbljen s pitno vodo zaradi več virov vode v okolici, cene stanovanj pa so bile precej visoke, zaradi turistov. Razlog za to naj bi bila jama. Takratni ljudje so se v Postojni ukvarjali predvsem s poljedelstvom in živinorejo, nekateri pa so se ukvarjali tudi z čebelarstvom. Mnogo ljudi je bilo zaposlenih pri železni in jami, ali v panogah, ki so bile direktno z obema povezani. Ljudje so živeli skromno, na jedilniku so se najpogosteje znašli krompir, zelje, repa in žganci. Prebivalci so govorili slovensko, bolje izobraženi tudi nemško, vse bolj pogosta je bila tudi italijanščina oziroma »laščina«.

### Obdobje med prvo in drugo svetovno vojno
Obdobje med vojnama je zaznamovala predvsem rapalska pogodba in odtujitev okoli 1/3 ozemlja današnje Republike Slovenije, v sklopu katere je območje Primorske in še nekaj delov Notranjske prišlo pod upravo Italije. V prvih povojnih letih je tako že kar večino županov iz avstrijske dobe bilo zamenjanih z civilnimi občinskimi komisarji, ki so po večini bili oficirji italijanske vojske. Po aneksiji je tako samouprava obstala, s tem pa tudi občine. Teh je bilo leta 1920 na anektiranem območju 154, Postojna je bila svoj okraj, znotraj katerega je bilo 40 občin, več jih je imel samo goriški okraj v postojnski občini pa je živelo 4532 prebivalcev. Leta 1921 je vlada ustanovila dva deželna odbora za Istro in Goriško-Gradiščansko, leta 1922 pa so izvedli prve volitve. V Postojni pa so za župana izvolili Frana Kutina. Naslednja velika sprememba je bila 4.2.1926. S kraljevim odlokom je fašistična oblast razpustila vse župane in občinske svete v krajih z manj kot 5000 prebivalci. Njihove naloge pa so bile dane občinskim komisarjem oziroma Podestom. V občinah z več kot 5000 prebivalci, so lahko razpustili vse občinske svete, ki so bili v zaporednih letih dvakrat razpuščeni. En podest je lahko upravljal največ dve občini hkrati. V Postojni so občinski svet razpustili 29.10.1922. Od 1927 je tako upravno strukturo v popolnosti prevzel italijanski fašistični sistem. Iz tega pa se je kasneje razvila posebna vrsta upravnih funkcionarjev. Večje občine so sicer imele občinske svete, vendar ti niso bili voljeni, imeli pa so zgolj posvetovalno vlogo. Z komasacijo občin leta 1927 in 1928, to pa je omogočil kraljevi odlok za revizijo obsega občin. Število občin, ki so danes znotraj ozemlja Republike Slovenije se je tako z leta 1922, ko jih je bilo 154, zmanjšalo na 62 leta 1936. Stanje je bilo tako nekoliko drugače po vseh mahinacijah s strani italijanske oblasti. Postojna je spadala pod tržaški okraj, prav tako pa je bila seveda svoja občina z 8585 prebivalci. Šolstvo na območju Postojne je v prvih povojnih letih delovalo nespremenjeno. Leta 1922 Je tako na postojnskem delovalo več šol. To so bile eno, dve, tri, štiri ali pet razrednice v vseh malo večjih krajih po postojnskem. Od leta 1906 je v Postojni delovala tudi trirazredna meščanska šola, edina slovenska meščanska šola v Julijski krajini, ki je obstajala že pred vojno. 1. decembra 1920 pa so odprli še četrti razred trgovske smeri. Zanimivi so tudi podatki o poitalijančevanju šolstva. Tako imamo recimo podatek za postojnski okraj iz leta 1922 in sicer koliko učiteljev je bilo Italijanov. V vsem okraju je bilo skupaj 54 šol s 119 razredi, od teh so bili štirje italijanski. Izmed 112 učiteljev, ki so poučevali na šolah, so bili le štirje Italijani, vsi drugi so bili Slovenci. Trije italijanski učitelji so bili v Postojni, eden pa v Pivki. Šole v katerih je bil učni jezik slovenščina so vztrajale do šolskega leta 1923/24, ko je v veljavo vstopil Gentilejev zakon, ki je za učni jezik šol uzakonil italijanščino. Pod vprašanje se je postavljalo tudi plačevanje meščanske šole, ki so jo zgradili leta 1909. To je zgradilo s skupnimi močmi 40 občin v pokrajini, leta 1924 pa je bil za plačati še del obroka v višini 33.000 lir. Gentilejev zakon predvideval ukinitev meščanskih šol, in vzpostavitev dopolnilnih šol in nadaljevalnih tečajev. Posledično zaradi vzpostavitve zakona je Italijanska oblast želela breme plačila prenesti samo na Postojno, istočasno bi se morale druge občine uporabi šole odpovedati. Končni cilj je bilo zaprtje šole zaradi neplačevanja bremena.

### Druga svetovna vojna
Obdobje med vojno je za Postojno relevantno predvsem po kapitulaciji Italije. Po kapitulaciji Italije septembra 1943 je upravo nad njenim zavzetim ozemljem na območju Slovenije prevzela Nemčija. Območje sej je preimenovalo v operacijsko cono Jadransko primorje, ki je vključevalo tudi Istro in Primorje. Vodenje nad to cono je 29.91943 prevzel general Leon Rupnik. Zaradi razvoja NOG pa uprava pokrajine ni imela stalnega nadzora nad pokrajino samo. Narodno osvobodilno gibanje je svojo upravo uveljavljajo skozi narodno osvobodilne odbore, ki naj bi predstavljali neposredno voljo ljudstva. V Sloveniji so to bili terenski odobri Osvobodilne Fronte. OF je bila sicer organizacijsko urejena tako, da so jo sestavljali, poleg terenskih odborov še okrajni odbori in okrožni odbori, vsak odbor pa je bil višje instance kot prejšnji. Najvišji organ pa je bil Vrhovni plenum OF, ki se je jeseni 1941 preimenoval Slovenski narodnoosvobodilni odbor. Za območje primorske je bil prav tako zelo pomemben Narodnoosvobodilni svet za Primorsko Slovenijo (NOS), kar je bila osnova za javno upravo na tem področju do leta 1944, ko je bil razpuščen pristojnosti pa so bile prenesene na Slovenski narodnoosvobodilni odbor. Slovensko primorje je tako septembra 1943 obsegalo osem okrožij, med njimi tudi Pivško, spomladi naslednje leto pa se je ta razporeditev spremenila. Takrat je delovalo 13 okrožij: Beneško, Tolminsko, Baško, Briško, Kanalsko, Goriško, Idrijsko, Vipavsko, Kraško, Pivško, Brkinsko, Tržaško in Istrsko. Na volitvah V NOO leta 1944 je bila Postojna v okraju Podnanos, ki je bilo del JPO (Južnoprimorskega okrožja), skupaj z okraji: Pivka, Brkini, Snežnik, Bazovica, Socerb, Lopar, Istra in Obala. V okraju Podnanos je bilo skupaj s Postojno 41 vasi oziroma prav toliko volilnih enot. Glede na močno prisotnost domobranstva je bilo moč volitve organizirati v 39 od 41 volilnih enot. V Podnanoškem okraju so tako volitve v KNOO izvajali od avgusta do konca oktobra. Volitve v KNOO so izvedli v samo 17 od 39 možnih enotah, prve pa so bile v vasi Gorenje.

### Obdobje po drugi svetovni vojni
Glavna distinkcija povojnega obdobja je bila razdelitev na Coni A in B pod katere je spadalo tudi območje primorske in posledično Postojne. Postojna je spadala v Vzhodno Primorsko okrožje cone B, kjer je glavno upravno vlogo imel Pokrajinski narodnoosvobodilni odbor (PNOO) za slovensko primorje, ki je bilo ustanovljeno avgusta 1944. Prvi predsednik pa je bil pisatelj France Bevk. PNOO je postavljal osnove slovenske oblasti na ozemlju od Istre do Kanalske doline, predstavljal je vrhovno oblast v pokrajini ter imel naredbodajno in izvršilno oblast. Med njegovimi najpomembnejšimi nalogami je bilo preučevanje upravnih problemov Slovenskega Primorja z vizijo, da bi bil po vojni pripravljen za takojšen prevzem oblasti. 1.5.1947 je bilo tako na območju Postojne 17 krajevnih ljudskih odborov: Bukovje, Dolnja Košana, Gornja Košana, Hrenovice, Hruševje, Palčje, Postojna - mesto, Postojna - okolica, Prestranek, Razdrto, Senožeče, Slavina, Št. Peter na Krasu, Studeno, Šmihel na Krasu, Trnje in Zagorje. V 74 vaseh je živelo 17.497 prebivalcev. PNOO je bil z razdelitvijo Julijske Krajine na tri dele nato razpuščen 23.2.1947, območje pa je bilo vključeno v upravno ureditev FLRJ in LRS. Do naslednjih pomembnih sprememb je prišlo leta 1952 s ponovno uvedbo občin. Po tej spremembi se je upravo Slovenije delilo na mesta, okraje in občine. Kot mesta so bila označena Ljubljana, Maribor in Celje, okrajev je bilo skupaj 19, vseh občin pa 386. V okraju Postojna je bilo 15 občin in 47.894 prebivalcev. Sistem občin se je obdržal samo do leta 1955, ko ga je zamenjali oziroma se je vzpostavil komunalni sistem. Občina je tako dobila z novim sistemom status komune, ki je izhajala iz zgodovinskih poskusov pariške komune leta 1871. Komuna naj bi predstavljala celico bodoče socialistične družbe, znotraj katere naj bi se vzpostavljali novi družbeni odnosi in bili v nasprotju z odnosi, ki jih je predstavljala država – dominaciji in izkoriščanju. Komuna je tako bila družbena, politična in gospodarska enota, ki je vključevala tako proizvajalce kot občane. Leta 1955 je bil na zveznem nivoju sprejet novi Splošni zakon o ureditvi občin in okrajev, kmalu zatem pa se Zakon o pristojnostih občinskih in okrajnih Ljudskih odborov in na njegovi osnovi Uredba o pristojnostih občinskih in okrajnih Ljudskih odborov in njihovih organov. A kljub temu naloge občin znotraj komunalnih sistemov niso bilo točno jasne. Njene pristojnosti so bile številčne niso pa presegale pristojnosti, ki so bile z zakonom ali ustavo dolžnost okraja, republike ali federacije. Komunalni sistem je nadalje izbrisal razlike med navadnimi in mestnimi občinami, prav tako so kot upravne celote obstale samo še okraji in občine. Te so bile zaradi zasledovanja gospodarske logike veliko večje kot so bile 1952 in posledično jih je bilo manj. Postojna je bila svoja občina z 10.700 prebivalci, spadala je v okraj Koper, status okraja pa je glede na leto 1952 izgubila. V bližini Postojne so bile v novem komunalnem sistemu predvidene komune: Postojna, Pivka, Ilirska Bistrica in Cerknica. Na začetku se je sicer predvidevalo združevanje Pivke in Postojne v enotno komuno, toda ti načrti so naposled padli v vodo. Po omenjeni razdelitvi je komuna Postojna obsegala območje dotedanjih občin Postojna, Hruševje in Planina. Merila je 25.107 ha; od tega je bilo kar 52,8 odstotkov gozdov, 43,5 odstotkov pa obdelovalnih površin. Med 10.657 prebivalci komune so prevladovali delavci in uslužbenci. Občina Pivka je bila nato leta 1958, po težnjah o zmanjševanju občin skupaj z občino Divača razpuščena, pivška občina pa je bila skoraj v celoti, z nekaj krajevnimi skupnostmi, ki so po novem pripadali Ilirski Bistrici, vključena v Občino Postojna. S tem je postojnska občina postala druga največja v koprskem okraju. Do nove ustave aprila 1963 se je število občin še zmanjševalo. Teh je bilo na začetku 60 let 20. stoletja samo še 66. Po 60 letih 20. stoletja se veliko sprememb ni zgodilo. Ustava iz 1974 je do neke mere še dodatno opredelila krajevne skupnosti, a večjih sprememb do leta 1990 oziroma 1994 in osamosvojitve in samostojne države.

## Občina danes
Med leti 1994 in 2002 je bil župan Josip Bajc iz vrst SLS. Od leta 2002 do leta 2014 je bil župan Jernej Verbič iz vrst samostojne liste SKUPAJ, od leta 2014 pa je župan ne odvisni kandidat Igor Marentič. Občinsko središče je ostala Postojna sama, v mestu pa delujejo vse ustanove in infrastruktura, ki so predpogoj za obstoj občine: devetletna osnovna šola in srednja šola ter gimnazija, zdravstvena ambulanta, trgovina z živili in mešanim blagom, oskrba s pitno vodo, odvajanje odpadnih voda, elektrika, pošta, banka, knjižnica in prostori za upravno dejavnost. Leta 2020 pa je imela občina okoli 16.520 prebivalcev, Med osebami v starosti 15–64 let je bilo približno 69 % zaposlenih ali samozaposlenih oseb to je več od slovenskega povprečja (66 odstotkov). V občini je delovalo 5 vrtcev, obiskovalo pa jih je 732 otrok. V osnovnih šolah se je v šolskem letu 2020/2021 izobraževalo približno 1.740 učencev. Srednje šolski center Postojna in Srednjo gozdarsko in lesarsko šolo pa je obiskovalo okoli 570 dijakov.